# Руснак, Александр Александрович
Алекса́ндр Алекса́ндрович Русна́к — молдавский советский хозяйственный, государственный и политический деятель, Герой Социалистического Труда.

## Биография
Родился в 1925 году в селе Ларга. Член КПСС с 1961 года.
Участник Великой Отечественной войны. С 1950 года — на хозяйственной, общественной и политической работе. В 1950—1985 гг. — секретарь Ларгского сельсовета, заведующий свинотоварной фермой колхоза «Пограничник», заведующий молочнотоварной фермой колхоза «Пограничник» Бричанского района Молдавской ССР.
Указом Президиума Верховного Совета СССР от 16 марта 1981 года присвоено звание Героя Социалистического Труда с вручением ордена Ленина и золотой медали «Серп и Молот».
Умер после 1985 года.